# لاوتارو بازان
لاوتارو بازان (اسپانیایی: Lautaro Bazán‎؛ زادهٔ ۲۴ فوریهٔ ۱۹۹۶) بازیکن راگبی ۷ نفره اهل آرژانتین است.
وی در مسابقات کشوری و بین‌المللی در مجموع برندهٔ ۱ مدال طلا، ۱ مدال برنز شده‌است.